# 區域性銀行
區域性銀行又稱地区银行、地方銀行、地方性银行，是由地方政府设立或受地方政府管理的商业银行。業務范圍主要局限在一个国家內的某一个地区（例如一个省或多個省内），所以區域性銀行的業務范圍比國家銀行要小，因為國家銀行的業務遍及全國，有時國家銀行還會在海外開設分行。不過區域性銀行的規模比社區銀行要大，因為社區銀行的業務范圍不會超過一個州或省。